# 후고 알벤

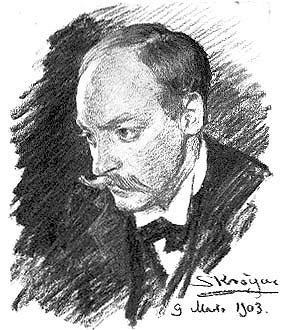
후고 알벤

후고 에밀 알벤(스웨덴어: Hugo Emil Alfvén, 1872년 5월 1일 ~ 1960년 5월 8일)은 스웨덴의 작곡가이자 바이올리니스트, 지휘자이다. 수도인 스톡홀름 태생으로, 그곳의 음악원을 졸업한 뒤 브뤼셀에 유학하였다. 낭만적인 대편성의 오케스트라를 교묘하게 구사하여 리하르트 슈트라우스를 본으로 한 것 같은 교향곡, 교향시 등을 남겼으나 국외에서는 〈스웨덴 광시곡 1번 '한여름의 철야제'〉(1909년)의 작곡자로만 알려져 있다.